# Büyükyenice, İvrindi
Büyükyenice là một thị trấn thuộc huyện İvrindi, tỉnh Balıkesir, Thổ Nhĩ Kỳ. Dân số thời điểm năm 2010 là 2.12 người.